# 董明俊
董明俊（1962年5月—），男，汉族，山东寿光人，中华人民共和国政治人物。山东矿业学院矿山建筑系矿井建设专业毕业，中共中央党校研究生院在职研究生班经济学专业毕业。

## 生平
1979年9月，在山东矿业学院矿山建筑系矿井建设专业学习。1983年7月加入中国共产党。1983年8月参加工作，任西藏自治区工业厅土门煤矿技术员。1987年9月，任西藏自治区工业电力厅办公室科员。1989年1月，任办公室副主任科员。1991年7月，任办公室主任科员。1992年11月，任规划建设处副处长。1994年7月，任西藏自治区人民政府办公厅秘书二处处长。1996年11月，任西藏自治区政府副秘书长。2001年8月，任中共阿里地委副书记、行署专员（2000年8月-2002年12月，在中共中央党校函授学院领导干部函授本科班经济管理专业学习；2003年3月-2004年1月，在中央党校培训部一年制中青班学习；2004年3月-2006年2月，在中央党校研究生院在职研究生班经济学专业学习）。2006年6月，任中共阿里地委书记、人大地区工委主任。2008年1月，任西藏自治区人大常委会副主任，阿里地委书记、人大地区工委主任。2011年1月，任西藏自治区人民政府副主席。
2016年7月，任中国五矿集团公司党组副书记、副总经理，西藏自治区政府副主席。2016年11月，不再担任西藏自治区人民政府副主席。